# Orcus Patera
Orcus Patera je nepravidelný kráter na povrchu Marsu, který se nachází na severní polokouli východně od pohoří Tartarus Colles, jižně od Erebus Montes, v západní oblasti Amazonis Planitia tvořící hranici mezi Elysium Planitia. Tvar kráteru není kruhový, jak tomu většinou bývá, ale má tvar elipsy orientované ve směru jihojihozápad-severseverovýchod zužující se v jižním směru.

## Charakteristika
O původu kráteru dlouho nepanovala shoda, kdy se předpokládalo, že kráter mohl vzniknout impaktem, sopečnou erupcí vzniklou kalderu či kombinaci obou těchto jevů.
Hlavní osa kráteru dosahuje délky 367 km, vedlejší osa 107 km s celkovou plochou 38 900 km2. Okraje kráteru mají tvar písmene U, což napovídá o impaktním původu. Hloubka kráteru se pohybuje od 1,4 do 2,4 km, nad okolní krajinu vystupují okraje od 1 do 1,8 km.
Orcus Patera byl pojmenován roku 1973 dle klasického albedového jména, když byla oblast prvně pozorována americkou sondou Mariner 4, která kvůli omezené kapacitě množství fotografií nepořídila snímky celého útvaru. Oblast byla později podrobně prozkoumána sondou Mars Global Surveyor za pomoci Mars Orbiter Laser Altimeter (laserový výškoměr), která poskytla nová a podrobnější data umožňující podrobnější výzkum. Na základě nových dat pak byly provedeny výzkumy, které napovídají, že původ kráteru je impaktní.